# Redivider
Pour plus de détails, voir Fiche technique et Distribution.
Redivider (Kill Switch) est un film de science-fiction américano-germano-néerlandais réalisé par Tim Smit, sorti en 2017.

## Synopsis
Dans un futur proche, un ancien pilote et physicien de la NASA, Will Porter, est recruté par une agence mystérieuse se nommant Alterplex. Cette compagnie aurait trouvé un moyen d'utiliser la fameuse formule d'Einstein liant la masse et l'énergie pour transformer de la masse en énergie utilisable, assurant donc les besoins énergétiques et électriques de toute la planète pour les siècles futurs. Afin de faire cela, ils ont construit une immense tour qui produit de l'énergie. Mais des phénomènes étranges se produisent depuis la création de la fameuse tour jusqu'à ce que la vérité éclate au grand jour : la compagnie Alterplex exploite un univers parallèle de l'espace-temps, une terre miroir appelée "l'Echo", pour puiser son énergie. Will Porter est utilisé par la compagnie Alterplex pour aller dans ce monde parallèle apporter un objet pour, d'après la compagnie, équilibrer les deux mondes et remettre tout en ordre. Il va peu à peu découvrir la véritable raison de sa présence dans l'autre monde.

## Fiche technique
Sauf indication contraire, les informations mentionnées dans cette section peuvent être confirmées par la base de données cinématographiques IMDb,  présente dans la section « Liens externes ».
- Titre original : Kill Switch
- Titre français : Redivider
- Réalisation : Tim Smit
- Scénario : Charlie Kindiger et Omid Nooshin
- Photographie : Jaco van Ree
- Montage : Wouter van Luijn
- Musique : Dries Bijlsma et Rob Peters
- Production : Aaron Ryder, Sander Verdonk et Denis Wigman
- Sociétés de production : FilmNation Entertainment, SquareOne Entertainment, RainMaker Films et CTM Productions
- Sociétés de distribution : Saban Films
- Pays d'origine :  États-Unis /  Allemagne /  Pays-Bas
- Langue originale : anglais
- Format : couleur
- Genres : science-fiction
- Durée : 92 minutes
- Dates de sortie :
  - Philippines : 17 mai 2017 (avant-première mondiale)
  - Pays-Bas : 1er juin 2017
  - États-Unis : 16 juin 2017
  - Allemagne : 18 août 2017 (DVD)
  - France : 5 décembre 2017 (DVD)

## Distribution
- Dan Stevens (VF : Damien Witecka) : Will Porter
- Charity Wakefield : Mia Kreiss
- Bérénice Marlohe (VF : elle-même) : Abby Vos
- Tygo Gernandt : Michael de Ruiter
- Mike Reus : Dr. Klintsen
- Bas Keijzer : Bektman
- Tygo Gernandt : Michael
- Gijs Scholten van Aschat : Reynard
- Kasper van Groesen : Donny
- Mike Libanon : Hugo

## Production
En février 2016, il est annoncé que Dan Stevens et Bérénice Marlohe sont engagés pour jouer chacun un rôle principal dans le film, avec Tim Smit en tant que réalisateur, sous le scénario de Charlie Kindinger et Omid Nooshin. Aaron Ryder dirige le film avec la production FilmNation Entertainment.
Le tournage a lieu à Amsterdam aux Pays-Bas.
Le disc jockey et producteur musical néerlandais Don Diablo est engagé à interpréter la chanson du thème Echoes.
En février 2017, Saban Films obtient les droits de distribuer le film,.

## Accueil
Le film sort en avant-première mondiale le 17 mai 2017 aux Philippines, puis le 1er juin 2017 aux Pays-Bas et le 16 juin 2017 aux États-Unis.
Le film sort en DVD le 18 août 2017 en Allemagne et le 5 décembre 2017 en France, après une sortie en VOD le 26 octobre 2017.